# Westbourne Park (Metropolitano de Londres)
Westbourne Park é uma estação do Metrô de Londres na área de Notting Hill, no Royal Borough of Kensington and Chelsea. Fica nas linhas Circle e Hammersmith and City, entre as estações Ladbroke Grove e Royal Oak, e está na Zona 2 do Travelcard.

## História
Embora a Metropolitan Railway (MR) tenha sido estendida até Notting Hill e Hammersmith em 1º de junho de 1864, a primeira estação com este nome não foi inaugurada até 1 de fevereiro de 1866. Em 1867, com as empresas em melhores condições, a MR comprou uma parte da Hammersmith & City Railway (H&CR) da Great Western Railway (GWR), após o que eliminou a via de bitola larga e operou quase todos os trens (a identidade da H&CR foi efetivamente perdida).
A estação original fechou em 31 de outubro de 1871 e foi substituída no dia seguinte por uma nova estação, construída a oeste da original. Para remover esse tráfego de sua movimentada linha principal, a GWR construiu um novo par de trilhos de Paddington a Westbourne Park e, em 12 de maio de 1878, abriu uma junção voadora para remover conflitos onde o serviço cruzava a linha principal. Uma bomba plantada pelas sufragettes foi descoberta na estação em 16 de maio de 1913.
A linha Circle foi estendida até Hammersmith em 2009. A linha agora opera entre Hammersmith e Edgware Road por meio de um único circuito completo da rota anterior. Isto foi feito com o objetivo de melhorar a fiabilidade, proporcionando um local para os comboios terminarem após cada viagem, em vez de deixar que os atrasos se acumulassem. No entanto, isso significa que nenhum trem que passa por Notting Hill Gate vai para o leste da Edgware Road.

## Plataformas da National Rail
A GWR abriu plataformas na Great Western Main Line em 30 de outubro de 1871, mas estas fecharam em março de 1992. A linha Up através da estação tinha 30 mph (48 km/h), o que era inaceitável para os serviços planejados do Heathrow Express; em vez de modificar as plataformas da estação, a British Rail decidiu que seria mais rentável dispensá-las, e foram publicados avisos de encerramento em 13 de Dezembro de 1990.
Royal Oak, outra estação na linha Hammersmith & City, também foi servida pela GWR, mas seus serviços foram retirados em 1934. Hoje, a primeira parada saindo de Paddington é na Acton Main Line. Arqueólogos industriais encontraram restos de edifícios, incluindo um galpão de trens de bitola larga para as linhas originais de Brunel, uma plataforma giratória e galpões de locomotivas em escavações a leste da estação, como parte do trabalho de limpeza de terras para o projeto Crossrail.

## Conexões
As linhas diurnas e noturnas dos ônibus de Londres atendem à estação.

## Na cultura popular
A entusiasta das ferrovias Fanny Johnson, de quatorze anos, registrou as locomotivas que passavam em seu caderno 'Names of Engines on the Great Western that I have Seen' em 1861.
A estação foi destaque no vídeo da música de Boris Gardiner "I Want to Wake Up with You".